# Байрок, Джозеф
Джозеф Байрок (англ. Joseph Biroc; 12 февраля 1903 — 7 сентября 1996) — американский кинооператор. Лауреат премии «Оскар» за лучшую операторскую работу в фильме «Ад в поднебесье».

## Биография
Родился 12 февраля 1903 года в Нью-Йорке, США. С 1929 года начал работать кинооператором. Его первым известным фильмом стала картина 1946 года «Эта прекрасная жизнь» режиссёра Франка Капры. Также известен по фильмам «Тише, тише, милая Шарлотта», «Полёт Феникса», «Банда Гриссомов» и «Император Севера» кинорежиссёра Роберта Олдрича. Состоял в Американском обществе кинооператоров с 1948 года.
Умер 7 сентября 1996 года в Вудленд-Хиллз, США.

## Избранная фильмография
- 1946 — Эта прекрасная жизнь / It’s a Wonderful Life (реж. Франк Капра)
- 1949 — Джонни Аллегро / Johnny Allegro (реж. Тед Тецлафф)
- 1950 — Убийца, запугавший Нью-Йорк / The Killer That Stalked New York (реж. Эрл Макэвой)
- 1951 — Крик об опасности / Cry Danger (реж. Роберт Пэрриш)
- 1952 — Красная планета Марс / Red Planet Mars (реж. Гарри Хорнер)
- 1952 — Без предупреждения! / Without Warning! (реж. Арнольд Лейвен)
- 1952 — Кредитная акула / Loan Shark (реж. Сеймур Фридман)
- 1953 — Полиция нравов / Vice Squad (реж. Арнольд Лейвен)
- 1953 — Стеклянная стена / The Glass Wall (реж. Максвелл Шейн)
- 1954 — На трёх тёмных улицах / Down Three Dark Streets (реж. Арнольд Лейвен)
- 1956 — Ночной кошмар / Nightmare (реж. Максвелл Шейн)
- 1957 — Невероятно огромный человек / The Amazing Colossal Man (реж. Берт Гордон)
- 1957 — Текстильные джунгли / The Garment Jungle (реж. Винсент Шерман)
- 1960 — 13 призраков / 13 Ghosts (реж. Уильям Касл)
- 1962 — Исповедь курильщика опиума / Confessions of an Opium Eater (реж. Альберт Загсмит)
- 1964 — Тише, тише, милая Шарлотта / Hush… Hush Sweet Charlotte (реж. Роберт Олдрич)
- 1964 — Да здравствует Лас-Вегас! / Viva Las Vegas (реж. Джордж Сидни)
- 1965 — Полёт Феникса / The Flight of the Phoenix (реж. Роберт Олдрич)
- 1965 — Я видела, что вы сделали / I Saw What You Did (реж. Уильям Касл)
- 1966 — Русские идут! Русские идут! / The Russians Are Coming! The Russians Are Coming! (реж. Норман Джуисон)
- 1970 — Слишком поздно, герой / Too Late the Hero (реж. Роберт Олдрич)
- 1971 — Бегство с планеты обезьян / Escape from the Planet of the Apes (реж. Дон Тейлор)
- 1971 — Банда Гриссомов / The Grissom Gang (реж. Роберт Олдрич)
- 1973 — Император Севера / Emperor Of The North (реж. Роберт Олдрич)
- 1974 — Сверкающие сёдла / Blazing Saddles (реж. Мел Брукс)
- 1974 — Ад в поднебесье / The Towering Inferno (реж. Джон Гиллермин)
- 1976 — Герцогиня и Грязный лис / The Duchess And The Dirtwater Fox (реж. Мелвин Франк)
- 1979 — Пленники «Посейдона» / Beyond The Poseidon Adventure (реж. Ирвин Аллен)
- 1980 — Аэроплан! / Airplane! (реж. Джим Абрахамс, Дэвид Цукер, Джерри Цукер)
- 1982 — Аэроплан II: Продолжение / Airplane II: The Sequel (реж. Кен Финклмэн)
- 1982 — Хэммет / Hammett (реж. Вим Вендерс)

## Награды и номинации
- Премия «Оскар» за лучшую операторскую работу
  - Номинировался в 1965 году за фильм «Тише, тише, милая Шарлотта»[4]
  - Лауреат 1975 года совместно с Фредом Конекэмпом за фильм «Ад в поднебесье»[5]